# 西村知江子
西村 知江子（にしむら ちえこ、本名：早川 知江子 - はやかわ ちえこ、旧姓：西村、1952年2月10日 - ）は、日本の女性フリーアナウンサーで、ニッポン放送の元アナウンサー。神奈川県横浜市磯子区出身。

## 来歴・人物
高校卒業時には芝居をやって行きたいと思っていたが、俳優養成所の募集要項で、高倍率であり踊りや歌も必要であることを見てあきらめ、青山学院女子短期大学英文科に進学。大学でも演劇をやって行くことを考えたが、演劇部の感じ悪そうな雰囲気に不安を感じて、放送部へ入部。
大学卒業後、1973年にニッポン放送入社。1981年に退社し、大橋巨泉事務所所属のフリーに転向。1981年放送のトゥナイト（テレビ朝日）とザ・スターパレード（フジテレビ）でテレビ初出演。
以後、TBSの番組に出演することが多い。

## 出演番組
太字は出演中

### テレビ
ワイドショー番組
| 期間       | 期間      | 番組名                        | 役職         |
| ---------- | --------- | ----------------------------- | ------------ |
| 1981年4月  | 1985年9月 | トゥナイト（テレビ朝日）      | アシスタント |
| 1987年10月 | 1988年3月 | 布施明のグッDAY（テレビ朝日） | アシスタント |

その他
- ザ・スターパレード（フジテレビ）
- 世界まるごとHOWマッチ （アシスタント、毎日放送・TBS、1983年4月7日 - 1990年4月5日）
- やさしい闘魚たち （ゲスト、毎日放送・TBS、1984年9月5日 - 9月26日）

### ラジオ
- チエちゃん・陳平の歌謡ビッグサタデー（1981年 - 1985年、ニッポン放送）
- 大沢悠里のゆうゆうワイド （月曜日パートナー） - （1990年4月 - 2016年4月8日、TBSラジオ）
- 悠里の週末ショッピング（土曜日　14時55分 - 15時、大沢悠里と共に） - TBSラジオ
- 大沢悠里のゆうゆうワイド土曜日版（2020年4月4日 - 2022年3月26日、TBSラジオ）
- TBSラジオショッピング お買得スペシャル!（季節ごと不定期。大沢悠里と共に） - TBSラジオ

### ニッポン放送勤務時
- 欽欽乃欽欽学学教室 （1973年4月 - 1976年3月）
- 歌謡パレードニッポン